# Beluga (Alaska)
Beluga ist ein Ort und ein census-designated place (CDP) im Kenai Peninsula Borough in Alaska. Das U.S. Census Bureau ermittelte bei der Volkszählung 2020 eine Einwohnerzahl von 34.

## Geographie
Beluga befindet sich an der Nordwestküste des Cook Inlet, 60 km westlich von Anchorage. An der gegenüberliegenden Küste des Cook Inlet liegt die Kenai-Halbinsel. Nordwestlich des Beluga CDP erheben sich die Berge der Alaskakette. Der Chuitna River verläuft entlang der südlichen CDP-Grenze und trennt das Beluga CDP von dem südlich angrenzenden Tyonek CDP. Das CDP-Gebiet besitzt einen etwa 13 km langen Küstenabschnitt. Im Nordosten reicht das CDP-Gebiet nicht ganz bis zur Mündung des Beluga River. Dieser durchquert jedoch den Norden des CDP-Gebietes. In Beluga befindet sich ein privater von ConocoPhillips betriebener Flugplatz. Eine Straße führt zum 13 km südsüdwestlich gelegenen Ort Tyonek und überquert dabei den Chuitna River. Eine weitere Straße führt nach Norden und überquert dabei den Beluga River. Beluga und Tyonek sind nicht an das restliche Straßennetz von Alaska angeschlossen.

## Geschichte
Der U.S. Geological Survey (USGS) meldete 1958 eine Tanaina-Siedlung am heutigen Standort von Beluga. Bei Beluga wurde 1968 ein Gaskraftwerk mit mittlerweile 7 Einheiten und einer Gesamtkapazität von 332 MW gebaut. 2 Einheiten sind gegenwärtig eingemottet. Betreiber der Anlage ist Chugach Electric. Das Gaskraftwerk nutzt das vor Ort im Beluga River-Gasfeld geförderte Erdgas und versorgt den Ballungsraum Anchorage mit Strom. Beim Zensus 2000 erschien Beluga erstmals als ein census-designated place. 

## Demografie
Zum Zeitpunkt der Volkszählung im Jahre 2020 (U.S. Census 2020) hatte Beluga 34 Einwohner auf einer Landfläche von 256,74 km². Von den Einwohnern waren 23 Weiße, einer afrikanisch-amerikanischer, einer amerikanisch-indianischer Abstammung sowie 3 Asiaten. Beim Zensus im Jahr 2000 wurden 32 Einwohner gezählt, 2010 waren es 20.